# Friedrichsaue (Seeland)
Friedrichsaue ist ein Ortsteil der Stadt Seeland im deutschen Bundesland Sachsen-Anhalt.
Der Ort liegt an der Deutschen Alleenstraße etwa 18 Kilometer nordwestlich der Kreisstadt Aschersleben. Das Ortsbild wird geprägt durch die 1797 erbaute Dorfkirche. Bis zu ihrer Auflösung war sie die auf Einwohner bezogen kleinste Gemeinde des Landkreises.
Südlich des Ortes beginnt der Concordiasee (Seeland), die frühere Braunkohlegrube Concordia.

## Geschichte
Die Gründung des Ortes im Jahr 1753 geht auf Friedrich den Großen zurück. Er gab hier in unmittelbarer Nähe zum Klostergut Seeleben Siedlern aus dem Rheinland eigenen Grund.
Am 15. Juli 2009 wurde Friedrichsaue Teil der neu gegründeten Stadt Seeland. Der letzte Bürgermeister war Matthias Witte.

## Vereine
- Schützenverein Friedrichsaue 1903 e. V. (gegründet 1903, zwischen 1945 und 1990 aufgelöst)
- Friedrichsauer Karnevals Klub (gegründet 1967)
- Heimatverein Friedrichsaue e. V. (gegründet 2004) – Sehenswert ist die reichhaltig ausgestattete Heimatstube, die zu besonderen Gelegenheiten öffnet und einen Einblick in das dörfliche Leben vergangener Zeiten gewährt.

Außerdem gibt es die Freiwillige Feuerwehr Friedrichsaue. (gegründet zwischen 1897 und 1901)